# Franciszek Woźnica
Franz Wosnitza,   pol. Franciszek Woźnica (ur. 3 października 1902 w Czarnowąsach, zm. 4 listopada 1979 w Kolonii) – niemiecki ksiądz rzymskokatolicki, wikariusz generalny diecezji katowickiej w okresie okupacji hitlerowskiej.

## Życiorys
Urodził się w rodzinie Kaspra i Franciszki z d. Skrzypczyk, w 1906 przeniósł się do Królewskiej Huty wraz z rodziną. W 1917 wstąpił na wydz. teol. Uniwersytetu Wrocławskiego. Po podziale Śląska, w 1924 przeniósł się na wydz. teologiczny Uniwersytetu Jagiellońskiego i do Śląskiego Seminarium Duchownego w Krakowie. Był dwujęzyczny, z przekonań narodowych - Niemiec. Święcenia kapłańskie otrzymał 20 czerwca 1926. 
Po święceniach pracował jako wikariusz w parafii św. Piotra i Pawła w Katowicach i katecheta w Miejskiej Szkole Przemysłowo-Kupieckiej w Katowicach. W latach 1933–1939 objął po ks. Ryszardzie Cichym stanowisko sekretarza diecezjalnego Związku Młodzieży Niemieckiej diecezji katowickiej i redaktora „Sonntagsbote” - odpowiednika „Gościa Niedzielnego” dla katolików niemieckich. W czasie okupacji 2 września 1940 bp Stanisław Adamski wprowadził go do kurii na stanowisko radcy ordynariatu. Przez jakiś okres (od marca 1940) pełnił funkcję kapelana wojsk niemieckich w Katowicach. W dniu 6 marca 1941 został ustanowiony duszpasterzem przy katedrze Chrystusa Króla w Katowicach. Po śmierci ks. Strzyża otrzymał nominację na stanowisko wikariusza generalnego i przejął faktyczne rządy w diecezji katowickiej. Regularnie przesyłał sprawozdanie o stanie diecezji do Konferencji Fuldańskiej za pośrednictwem biskupa wrocławskiego. Jako wikariusz generalny - Niemiec reprezentował przede wszystkim stanowisko kościelne, co powodowało, iż często wchodził w konflikt z ówczesną administracją okupacyjną w Katowicach. Za jego wiedzą z kurii katowickiej na teren GG przepłynęło kilkaset tysięcy marek z przeznaczeniem na pomoc charytatywną. Stanowczo bronił księży przed aresztowaniami. Z powodzeniem starał się o zwolnienie z obozu kilku górnośląskich księży. Kilkunastu kapłanom, którzy otrzymali zakaz duszpasterzowania zapewnił pełne zatrudnienie. Skutecznie także bronił młodych księży przed wcieleniem do wojska niemieckiego. W tym celu utworzył 49 nowych placówek duszpasterskich, przy których osadził młodych księży zagrożonych poborem do Wehrmachtu. Po zakończeniu wojny bp S. Adamski zwolnił go, zatrzymując go jednak nadal w kurii i powierzając mu stanowisko kierownika Pomocy Budowlanej, która miała na celu odbudowę zniszczonych kościołów. 6 maja 1946 złożył podanie o rehabilitację. Mimo pozytywnych opinii bpa S. Adamskiego, ks. B. Kominka, kilkunastu innych księży i osób świeckich, prośba o rehabilitację nie została uwzględniona i ks. W. został zmuszony do wyjazdu z Polski 27 lipca 1946. Po wyjeździe z Polski zamieszkał w Werdohl i pracował jako kapelan w szpitalu w Bochum. Następnie przeniósł się do Kolonii i zajął się opieką nad Niemcami - wysiedleńcami. W latach 1949–1972 kierował organizacją „Katholischer Siedlungsdienst” zajmującą się budowaniem mieszkań i osiedli dla wysiedlonych Niemców. W 1951 r. został uhonorowany godnością prałata, 1972 - protonotariusza apostolskiego i Krzyżem Zasługi dla RFN. W 1972 r. przeszedł do duszpasterstwa przy kościele pw. św. Mateusza w Kolonii - Bayenthal. Do końca życia pozostał kapłanem diecezji katowickiej. Zmarł w Kolonii i tam też pochowany.